# Les Confessions d'un musulman de mauvaise foi
 (décembre 2023).
Si vous disposez d'ouvrages ou d'articles de référence ou si vous connaissez des sites web de qualité traitant du thème abordé ici, merci de compléter l'article en donnant les références utiles à sa vérifiabilité et en les liant à la section « Notes et références ».
 (décembre 2018).
- Si vous ne connaissez pas le sujet, laissez ce bandeau (vous pouvez alors contacter les auteurs).
- Si vous supprimez le contenu mis en cause (vous pouvez préalablement contacter les auteurs),

argumentez précisément cette suppression dans la page de discussion
(un manque de référence n'est pas un argument ; une recherche réelle de référence doit avoir été effectuée, être formellement documentée).
Pour les articles homonymes, voir Confession (homonymie).
Les Confessions d'un musulman de mauvaise foi est une pièce de théâtre écrite en 2004 par Slimane Benaïssa. Elle a été publiée aux éditions Lansman. 

## Présentation de la pièce
La seule mise en scène de cette pièce a été réalisée par Slimane Benaïssa lui-même qui joue le père et le cheikh, et a engagé quatre autres acteurs:
- Carole Leblanc, qui joue la mère.
- Damien Bernard, qui joue Karim adulte.
- Erwan Dujardin, qui joue Karim enfant.
- Hala Ghosn, qui joue Karima, Malika et Micheline.

Slimane Benaïssa vivait en Algérie enfant, il a vécu ses évènements. Un des seuls à partir en France, il veut, grâce à cette pièce, faire changer d'opinion les adolescents qui regardent l'Algérie comme un lieu de guerre et de terrorisme.

## Résumé
Karim et Karima sont deux jumeaux adolescents vivant à l'époque de la guerre d'Algérie, et des tensions franco-algériennes. En même temps que la pièce montre l'évolution de Karim et Karima en tant qu'adolescents, et en tant qu'habitants d'Algérie (rapport à la religion, à la politique, aux règles sociales), elle montre aussi l'importance des femmes et revendique ses droits et ses mérites, elle lève un tabou sur l'Algérie: non seulement sur la guerre d'indépendance mais également sur les préjugés sur l'association des kamikazes à la religion musulmane, et aux arabes...

## Étude approfondie

### La mise en scène, la théâtralité
La pièce de Slimane Benaïssa est particulièrement destinée aux adolescents (mais à tout autre public également). Comment arrive-t-il à faire passer des messages culturels et moraux à des personnes de notre âge, alors que nous sommes si loin du contexte de sa pièce, celui de la guerre d’indépendance d’Algérie ?
Tout d’abord, la mise en scène aide le spectateur à sentir l’ambiance présente en Algérie. Nous voyons des maisons de là-bas faites en pierre blanc cassé, des couleurs chaudes pour évoquer le climat chaud et sec d’Algérie. Les lumières éclairant les murs de la bâtisse familiale sont empreintes de signes rappelant les formes des lettres arabes. De plus, des mélodies arabes, des costumes typiques, des vêtements portés là-bas, et les accents des acteurs contribuent à nous replonger dans le contexte, et nous aide à y pénétrer et mieux nous imprégner de l’ambiance.
La lumière, qui suit les acteurs sur lesquels le regard du public doit se fixer, n’a pas toujours cette fonction-là. Elle montre aussi l’humeur des différents personnages ce qui permet de mieux accompagner le spectateur dans les sentiments ressentis et de mieux les comprendre. Parfois aussi, la lumière adopte une tout autre apparence, mais toujours pour souligner l’ambiance, l’action, le ressenti… Par exemple, au moment où la guerre d’Indépendance est déclarée, le rond de lumière court sur la scène dans n’importe quelle direction pour signifier, la panique, le désordre, et le chaos suscité. Lorsque Karim s’adresse à Dieu, on s’en aperçoit par un filet intense de lumière blanche qui descend du plafond jusqu’à lui. Aussi, la lumière illustre en vert blanc rouge, la reproduction dans le contexte algérien du tableau de Delacroix, « la liberté guidant le peuple ».
Les effets sonores sont aussi très présents dans la mise en scène. Ils cherchent à amplifier le texte et à y donner plus de sens. On entend des voix populaires lors d’un mariage, différents sons à connotation religieuse : les carillons d’une église catholique, la voix mystique du Dieu musulman… D’autres sons sont raccrochés à la politique : tel que les annonces officielles du gouvernement par la radio : comme lors de l’annonce que les derniers français en Algérie doivent partir ; l’hymne national algérien  lors des évènements de guerre, doublé parfois de bruits de violence ; la Marseillaise est chantonnée de-ci, de-là pour rappeler la présence française. Les chansons et musiques de fond orientales interviennent aussi quelques fois. Tous ces effets de lumière, couleurs et sons servent à compléter le texte et donnent une ampleur aux sentiments.
Dans le jeu des acteurs, on peut aussi observer que le dialogue est très présent, comme pour montrer son importance. Dans ces dialogues, le langage utilisé est un langage usuel, parlé, parfois familier… On y évoque tout, on essaye de briser les tabous, même si certains sujets sont difficiles à évoquer. Le spectateur s’identifie peu à peu avec Karim, du fait de ses continuelles interventions, et de son histoire très semblable à celle de n’importe quel adolescent à la recherche de sa voix, où peu à peu on découvre un monde, des traditions, on soulève le voile sur certains sujets… De plus, l’histoire de conflit entre les parents de Karim est associée au divorce : de nos jours, beaucoup d’adolescents souffrent du divorce de leurs parents… On peut aussi remarquer le fait qu’il n’y a pas beaucoup de personnages : cela incite le spectateur à se concentrer sur les psychologies de moins de monde et à s’attarder plus sur une… Ce qui permet beaucoup plus d’échanges de sentiments et d’impressions.
La curiosité de Karim croît au fur et à mesure que la pièce avance, et l’entraîne à un rythme soutenu. Il ne sait rien au début, et plus il en sait, plus il veut en savoir plus…Cette curiosité lie l’intrigue à un récit d’initiation. L’ambiance énergique, chaude, pleine de lumières et de sons, dynamise la pièce et y donne un sens ; le comique, très souvent utilisé aussi, par des jeux de mots, par la moquerie et par l’exagération, rend ces sujets tabous comme la guerre, la religion, les choix… sujets difficiles à aborder, plus accessibles.
Ainsi, par une ambiance jeune, fraîche, humoristique, dynamique, et réaliste, par des procédés de dialogue répété, Slimane Benaïssa arrive à accompagner l’adolescent dans la découverte de morales et dans sa réflexion psychologique.

### La visée argumentative
Dans cette pièce, et par ces procédés de mise en scène, on cherche à transmettre à l’adolescent quatre choses : d’abord on cherche à lui faire découvrir la religion musulmane sous un autre angle que celui des préjugés européens qui associent souvent les kamikazes à la religion musulmane. Ensuite, on cherche à le faire raisonner sur les raisons de la guerre d’Indépendance. À travers certains dialogues, elle remet en cause le statut de la femme par rapport à l’homme. Et finalement, on cherche à transmettre des morales à travers le développement de Karim. 
La pièce de Slimane Benaïssa est une pièce d’initiation. Elle cherche, en relatant toutes les étapes de la vie de Karim, à montrer comment il faut réagir face à l’interdit, à accorder une importance significative à tous les choix de la vie et à expliquer la difficulté de se positionner…
La pièce commence par le récit de l’enfance de Karim, bercé longtemps dans les bras de sa mère, comme s’il était incapable de se séparer d’elle : « Elle me donna le sein jusqu’à deux ans. ». Puis, la mère adopte sur son fils un regard de fierté doublée d’une attitude protectrice : lorsqu’on l’entend répéter l’expression « mon fils… » Cela signifie qu’elle le trouve digne d’elle et le déterminant possessif indique que Karim lui appartient et qu’il doit suivre la famille et ses traditions. Mais, cette époque de protection où on le guide dans la vie, est révoquée lorsqu’il tombe pour la première fois en désaccord avec sa famille alors qu’il est amoureux d’une jeune française. Et aussi quand il décide, à l’encontre de sa mère, de passer l’autorisation à la prière, afin de faire un pas vers son statut d’homme et non plus d’enfant en faisant son premier choix seul.
Mais, lorsque l’on l’envoie au collège, c’est l’adolescence qui commence, et non l’âge adulte comme il l’espérait. Il se laisse faire, il se perd, on l’entend penser : ‘mon père dit que …. Ma mère dit que…. Mon cheikh dit que… Mon imam dit que… et moi j’attends, je patiente’ : il laisse le temps s’écouler, quelque part déchiré par la rupture de ses parents, sans penser par lui-même. Il est désorienté. Mais comme on l’a éduqué à connaître Dieu, il pense par lui, par la religion, et agit vis-à-vis de celle- ci. Mais peu à peu, il va comprendre que tout ne peut pas se régler par elle : cela se passe pour la première fois lors d’un cours de Mathématiques où les droites parallèles et perpendiculaires ne peuvent pas être comparées à la religion sinon elles se couperaient ou elles ne seraient pas dans le même sens : or, pour l’architecture, cela est nécessaire, et les hommes sont obligés de s’entendre sur ce point hors des croyances. Alors, il va changer, progressivement, et apprendre à se positionner par rapport au monde. 
Après le collège, il va voir l’indépendance par ses propres yeux, les évènements politiques sans l’interprétation de ses parents… Puis, grâce à Micheline, il va devenir adulte, se séparant des trois dépendances qui lui interdisaient leur relation : les dépendances affectives, politiques et religieuses. D’abord, il renie sa mère lorsqu’elle vient le chercher dans le salon de Micheline, et révoque ainsi sa soumission à l’autorité parentale. Puis, il se laisse manger du saucisson, boire de l’alcool, coucher avec Micheline, pêcher après avoir longtemps interrogé son Dieu sur ce qu’il devait faire, il se fait indépendant de sa religion pour une soirée. Enfin, dans une de ses dernières pensées, on entend : « Dieu, tous ces hommes, ils croient en un Dieu… chacun en le leur… Alors pourquoi nous battre contre eux ?» et ainsi se pose-t-il la finale question du non-respect des religions, devient indépendant de sa religion, et parce qu’à travers cette question il s’était aussi adressé au gouvernement, il change de camp.
Il finit républicain et laïque. Il avait d’abord accepté d’être éduqué dans une optique, s’est laissé aller, a cherché sa voix pendant l’adolescence, et a enfin trouvé la sienne en choisissant par lui-même après avoir souffert des interdits.
On fait des choix, qui nous permettront des choses, et nous en empêcheront d’autres. Choix religieux, politiques, sentimentaux, éducatifs… Mais on ne doit pour cela n’être influencé par personne, car ces choix sont assez décisifs, ils ont des répercussions dans la vie longtemps après les avoir faits. Avant ces choix de l’âge adulte, nous, adolescents, nous pouvons y réfléchir, errer dans l’incertitude, connaître toutes les possibilités, puis enfin choisir, changer…
Le choix de Karim est de respecter les autres croyants et de trouver un régime où cela existe. Il a une morale de tolérance : on se doit de respecter la pensée d’autrui… et de l’écouter, même si on ne la partage pas forcément.